# Yoichi Kamimaru
Yoichi Kamimaru (神丸 洋一 Kamimaru Yōichi?, nacido el 30 de junio de 1984 en Kasugai, Aichi) es un exfutbolista japonés. Jugaba de centrocampista y su único club fue el Ehime FC de Japón.

## Trayectoria

### Clubes
| Club     | País  | Año         |
| -------- | ----- | ----------- |
| Ehime FC | Japón | 2007 - 2008 |